# Johann Ludwig Mowinckel junior
Johann Ludwig Mowinckel junior (* 12. November 1895 in Bergen; † 27. Mai 1940 in Aker, heute Stadtteil von Oslo; auch Eggedal) war ein norwegischer Dirigent und Komponist.

## Leben
Johann Ludwig Mowinckels Eltern waren Johann Ludwig Mowinckel und seine Frau Caroline Andrea Mowinckel (* 7. September 1871; † 23. April 1898). Nach dem Artium 1914, dem norwegischen Schulabschluss, arbeitete Mowinckel zunächst bis 1917 im kaufmännischen Bereich. Danach bildete er sich zwischen 1917 und 1921 zum Dirigenten in Oslo, London und Berlin aus. Er arbeitete an der Opera Comique in Oslo und war von 1922 bis 1925 Kapellmeister an Den Nationale Scene in Bergen. Von 1931 bis 1935 war er Dirigent der Gävleborgs läns Orkesterforening. Unter anderem dirigierte er mehrere Male das Sinfonieorchester Stavanger. Er hinterließ seine Frau Anna Ovidia Mowinckel geb. Kildal (* 8. Dezember 1894; † nach dem 10. März 1929) und zwei Kinder. Einer davon war Daniel Kildal Mowinckel (* 10. März 1929).

## Werke
Er schrieb Orchesterwerke, Chorwerke, Klavierstücke und Lieder. Er veröffentlichte auch mehrere Bücher für Musik, u. a. 1932 Hvad enhver bör vite om musikk (Was jeder über Musik wissen sollte).

## Nachrufe
Am 29. Mai 1940 veröffentlichte die norwegische Zeitung 1st Mai aus Stavanger als Nachruf einen Artikel mit Porträt. Das Firda Folkeblad schrieb am 31. Mai 1945: „Der bekannte Musiker, der Kapellmeister Joh. Ludw. Mowinckel jr. ist tot, 45 Jahre alt. Er hinterlässt eine Frau und zwei Kinder. Kapellmeister Mowinckel war der Sohn des Staatsmanns und Parlamentsmitglieds Joh. Ludw. Mowinckel.“